# Beljak Sanković
Beljak Sanković (1363. – 1392.)., pripadnik humske velikaške obitelji Sankovića
Sin je Sanka Miltjenovića, brat Radiča, Budelje, Sančina i Dragane. Naslijedio je vodstvo obitelji od oca. 
Beljak i brat Radič primljeni su u plemiće Dubrovačke Republike. Beljak je bio župan Popova 1370. godine, dok je susjednim krajevima Huma i dijela sjeverne Hercegovine gospodario brat Radič.
Odmah nakon smrti bosanskog kralja i bana Tvrtka I. Kotromanića 1391. godine, Beljak i Radič su odlučili ustupiti posjed svoje obitelji (Konavle) Dubrovniku s utvrđenim gradom Sokolom, ne dogovorivši se s bosanskim dvorom. Ustupanje su zauzimanjem spriječili Tvrtkovi pouzdanici Vlatko Vuković i Pavao Radenović. Pobunili su se pobunili protiv Radiča u prosincu 1391. godine, kada je Radić i zarobljen i zatočen. 1392. godine Beljak se spominje kao mrtav.
Ne spominje se među pokopanima u obiteljskoj nekropoli u selu Biskupu kraj Zaborana, gdje su stećci i grobovi Miltjena, Sanka, Radiča te Gradoja i njegove supruge Gojsave.